# José María Orberá y Carrión
José María Orberá y Carrión (Valencia, 6 de noviembre de 1827 - Madrid, 23 de noviembre de 1886) fue un prelado católico, canónigo y obispo de Almería entre 1875 y 1886. Su labor en Cuba, oponiéndose al prelado cismático Pedro Llorente y Miguel, nombrado por el rey Amadeo I, le ganó el calificativo de Mártir de Cuba. Su ejercicio como obispo marcó un antes y un después en su diócesis, multiplicando a su paso las fundaciones religiosas y reconstruyendo muchas otras.  

## Biografía

### Orígenes familiares y estudios
Es el segundo de los siete hijos del matrimonio del zapatero valenciano Ignacio Orberá y Palomar y de María Carrión y Llorena. Aprendió el oficio de su padre y trabajó con él en el negocio familiar. Es hermano mayor de la poeta María Orberá y Carrión. Sin embargo, a la edad de diez años comenzó sus estudios en Latín, Retórica y Poética en el Real Colegio de los Escolapios, y de esta institución pasó a la Universidad de Valencia, donde obtuvo el título de bachiller en Filosofía. Fue colegial becario por oposición del Colegio Mayor de Nuestra Señora de la Presentación, fundado por el obispo de Valencia, Santo Tomás de Villanueva. Una vez hubo decidido decantarse por la vida sacerdotal, ingresó en el Seminario Central de Valencia para estudiar Teología en 1844. Aún sin ordenar, pidió que se lo enviase a alguna parroquia de la vecina provincia de Cuenca, y obtuvo la de Fuente de Pedro Naharro, donde se desató una epidemia de cólera en 1855. Fue tal su entrega por los enfermos y demás desvalidos que la reina Isabel II lo propuso para recibir la Cruz de Caballeros de Carlos III. Para 1850 ya se había ordenado presbítero en Cuenca, donde había regentado algunas cátedras en su Seminario y otros cargos eclesiásticos. En 1852 recibió el título de licenciado en Teología en el Seminario Central de Valencia. Desde Fuentes de Pedro Naharro pasó a la parroquia de San Luis de Madrid, donde ejerció como capellán de número desde abril de 1856. En 1859 alcanzó los títulos de bachiller y licenciado en Derecho Civil y Canónico, a los que añadió estudios en Administración, Paleografía y los primeros cursos de la Escuela Diplomática. Consiguió el título de archivero y se lo destinó a la biblioteca de la Real Academia de la Historia en 1860. En Madrid recibió clases de Romero Robles y de Nicolás Salmerón, futuro presidente de la Primera República. Ejerció también como capellán de coro y altar de la Real Iglesia de San Isidro de Madrid. En 1862, obtuvo por intercesión de Isabel II el cargo de canónigo de la Colegiata de Covadonga. 

### Período cubano
El Patriarca de las Indias, Tomás Iglesias y Barcones, pidió a la reina que lo enviase a como capellán en el arzobispado de Santiago de Cuba, embarcando con el nuevo arzobispo, Primo Calvo y Lope, con los títulos de provisor, vicario general y gobernador eclesiástico suyo. Ocupó muchos cargos en su nuevo destino, entre ellos el de rector del Seminario Conciliar de San Basilio. Quedó a cargo de la arquidiócesis cuando su superior tuvo que marchar a Roma para la visita ad limina. Calvo y Lope, enfermo, permaneció en Madrid y pidió al papa Pío IX que no se lo enviase a la isla caribeña. Orberá, por su parte, presentó sus galones para el cargo de canónigo doctoral de la catedral de Santiago de Cuba, puesto que se le concede en julio de 1868. En septiembre de 1868 se materializó la sublevación militar de varios generales, entre los que destacó el general Prim, cuyas tropas vencieron a las gubernamentales en el Puente de Alcolea y obligaron a la reina, que estaba en San Sebastián, a abandonar España. Comenzó así una etapa de gran inestabilidad política que evidentemente se trasladó a Cuba. Fue en ese preciso instante cuando, aprovechando la crisis de la metrópoli, varios exaltados cubanos pronunciaron el llamado Grito de Yara y proclamasen la guerra de secesión contra España. En 1869, el ministro de Ultramar, envió doce párrocos a Cuba sin que se consultase a Orberá. Pero lo más grave vino el 11 de agosto de 1872, cuando el nuevo rey, Amadeo I, expidió una Real Cédula de ruego y encargo al cabildo metropolitano de Santiago de Cuba, informando de que se había escogido para el puesto vacante de Calvo y Lope, ya fallecido, a Pedro Llorente y Miguel. Este cabildo se negó a reconocer el nombramiento, en tanto que violaba lo establecido en el Concilio de Trento, pues este reconocía en el vicario, en este caso Orberá, como única autoridad competente en dicha arquidiócesis. Desde la Iglesia se intentó por todos los medios que no se concediese a Llorente y Miguel dicha dignidad, ya que era «un sacerdote indigno de tan alta prelacía». Pero el enviado desde Madrid tomó el arzobispado con el también masón deán de la catedral y otros canónigos de la diócesis. Aunque la Iglesia lo declaró «intruso y cismático», Llorente y Miguel gobernó la arquidiócesis hasta 1875 de forma ilícita y contra todo derecho, y encarceló a Orberá junto a su secretario, Ciriaco Sancha, hasta en tres ocasiones: la primera, en el Seminario Conciliar, que él mismo había regido; la segunda, en una cárcel pública, con las penurias que pueden suponer; la tercera, en el castillo del Moro. Aunque los feligreses no acogieron al nuevo arzobispo, la Iglesia estuvo dividida entre partidarios y detractores hasta la excomunión de Llorente por parte de la Santa Sede. Al final, los cismáticos expulsaron a Orberá de la isla, regresando este a España. Fue entonces cuando, de visita en Roma, el papa Pío IX, al abrazarlo, lo llamó Mártir de Cuba, en referencia al calvario que defendiendo el derecho canónico y el buen sentido había tenido que sufrir. Los cargos de que se le acusaron fueron desestimados en julio de 1874, cuando se lo absolvió de todo. Su secretario, en 1873, escribió desde Madrid un informe detallado en el que narró todo lo acontecido en el mandato de Llorente y Miguel, al que se ha venido a llamar el Cisma de Cuba.  

### Obispo de Almería
El 12 de enero de 1875, estando en su Valencia natal, tuvo la oportunidad de saludar al nuevo rey, Alfonso XII, que regresaba a España desde la Academia militar de Sandhurst. El general Martínez Campos, pocos días antes, había propiciado su regreso con un nuevo pronunciamiento militar que había acabado con el gobierno del general Serrano. Allí también conoció a Santa Soledad Torres Acosta, fundadora de las religiosas Siervas de los Enfermos. A su regreso a Cuba con el nuevo gobernador general, el conde de Valmaseda, trató de alentar la fundación de esta congregación en la arquidiócesis. Para el 11 de junio, el rey Alfonso había dejado sin efecto el nombramiento del monarca anterior de Llorente y Miguel como arzobispo. Un mes antes, propuso a Orberá como obispo de Santander, pero el 23 de septiembre, cambió su destino por Almería, pues el escogido para dicho cargo no quiso acudir a la diócesis del sureste. Así, se lo consagró en la Iglesia de San Isidro de Madrid a cargo del cardenal primado y arzobispo de Toledo, Juan de la Cruz Ignacio Moreno y Maisanove el 12 de marzo de 1876.
Inmediatamente, inició un reconocimiento por la diócesis para así informar a la Santa Sede en la Visita ad limina que realiza a partir de junio de 1877, aprovechando la romería que se organiza en España con ocasión de las bodas de oro de la consagración episcopal de Pío IX. Con la ayuda de varios sacerdotes valencianos que él mismo trajo, hizo obras de mérito, tales como: el Seminario Conciliar de San Indalecio, que intelectualmente alcanzó una altura extraordinaria,[cita requerida] saliendo del mismo eminentes sacerdotes; el Seminario de San Juan para los seminaristas pobres, y junto a este otro colegio; el Convento de San Blas de las Siervas de María, que hicieron una fundación modélica y única, no sólo atendiendo a los enfermos por la noche, sino también a la formación para chicas pobres, justamente levantado sobre el cementerio abandonado de la orden tercera franciscana en el paraje la Gloria; la reorganización de los monasterios de las Puras y de las Claras, a las que reubicó en San Antón. Ambos centros se hallaban en ruina desde la desamortización y con pocas monjas.
De la misma manera halló la ciudad, cuyas murallas se habían destruido durante la Desamortización de Madoz, que dio permiso incluso para destruir la Alcazaba. Desde la parroquia de San Sebastián muchos vivían en chozas, andando por aquellos lugares los niños y niñas desnudos por la gran miseria. Por eso, el obispo se deshizo en atenciones para la educación de estos niños. Trae a las Filipenses para que atiendan a las hijas de las prostitutas; levanta el colegio de la Compañía de María con enseñanza para ricos y pobres, según el estilo de la época. Creó las Escuelas Dominicales. Se preocupó de que las Hermanitas de los Ancianos Desamparados fundasen en Almería una casa para atender a los pobres ancianos e intentó, incluso, que vinieran los Hijos de la Sagrada Familia. Todo le pareció poco para levantar la formación, cultura y beneficencia de la ciudad e incluso de la diócesis. Trajo también religiosas al antiguo convento de franciscanos de Vélez Rubio para que se dedicaran a la enseñanza. Las Siervas de María abrieron casas en distintos pueblos de Almería. Orberá colaboró con la Santa Soledad Torres Acosta para impulsar su Instituto, tanto en Cuba como en la España peninsular.
La Siervas también colaboraron con su obra, sobre todo cuando se desató una gran epidemia de cólera en la ciudad, en la que solo quedaron el obispo con los sacerdotes y las religiosas haciendo de todo, incluso dando sepultura. Antes había reunido a los sacerdotes de los pueblos para instruirles en cómo atender. Por ahí debía estar, ya anciano, el huercalense Venerable Salvador Valera Parra. Así, en 1885, Alfonso XII le concedió la Cruz de Isabel La Católica en reconocimiento a su labor y el papa León XIII le nombró asistente al solio pontificio. Fue héroe de la caridad. También se destacó por su impulso a la devoción del Corpus y compra de la custodia procesional.

### Muerte
Murió de manera imprevista en Madrid en el Noviciado de las Siervas en Chamartín el 23 de noviembre de 1886. Está enterrado en la iglesia del Colegio de la Compañía de María que él construyó. La ciudad de Almería le dedicó la Rambla donde se encuentra dicho Colegio. 